# Fashion 70's
Fashion 70s (en hangul, 패션 70s) es una serie de televisión surcoreana de 2005 que narra la vida de cuatro jóvenes desde su infancia incluyendo sucesos de importancia, como la guerra de Corea, hasta su adultez, retratando la pasión de los diseñadores de moda femeninos que fueron pioneros en esa industria durante la década de 1970 en Corea del Sur.
Es protagonizada por Lee Yo-won, Kim Min Jung, Joo Jin Mo y Chun Jung Myung. Fue emitida por Seoul Broadcasting System desde el 23 de mayo hasta el 29 de agosto, de 2005 con una longitud de 28 episodios emitidos cada lunes y martes a las 21:55 (KST). Dirigida por Lee Jae Gyu y Lee Jung Hyo, en aquel momento fue el principal proyecto de SBS para las sexagésimo celebraciones de independencia de la República de Corea.

## Argumento
La Joven Joon Hee se hace amigo de la pequeña Kang Hee, pero las dos chicas se meten en problemas debido a la pobre, pero codiciosa madre de Kang Hee. Joon Hee también se hace amigo de dos niños, Kim Dong Young, el hijo de un general militar y Jang Bin, el hijo de un diseñador de moda.
Pero cuando las fuerzas norcoreanas invaden su ciudad, los niños son separados de sus padres y la madre de Joon Hee muere en una explosión. Creyendo que su hija ha muerto, el padre de Joon Hee adopta a Kang Hee y la cría como su propia hija. Joon Hee es encontrada en un orfanato por la madre de Kang Hee y es adoptada, no obstante, el trauma de los acontecimientos que presencio hace que Joon Hee desconozca sus recuerdos de infancia y crezca en una pequeña isla como Deo Mi, sin darse cuenta de su verdadera identidad.
Pasan los años y los cuatro caminos se cruzan de nuevo con resultados complicados y destructivos. Deo Mi sueña en convertirse en una diseñadora de modas y el gánster Jang Bin (Chun Jung Myung) ayuda a su viaje a Seúl para perseguir su sueño. En el proceso se enamora de ella, pero sus sentimientos son no correspondidos. Deo Mi conoce a Dong Young (Joo Jin Mo), quien se ha convertido en un colaborador del presidente y aunque no se reconocen entre sí, hay una atracción instantánea entre ellos. Kang Hee —ahora llamada Joon Hee— (Kim Min Jung) también está trabajando en el mundo de la moda y está enamorada de Dong Young, pero su corazón se rompe al saber que él se ha enamorado de Deo Mi.
Deo Mi y Joon Hee en un principio se hacen amigas, pero se convierten en grandes rivales como Coco Chanel y Elsa Schiaparelli. Que persiguen tanto el amor y la ambición en vidas teniendo como telón de fondo de la industria de la moda y las cambiantes costumbres sociales de 1970 en Corea.

## Reparto

### Personajes principales
- Lee Yo-won como Han Deo Mi.[7]
  - Byeon Ju Yeon como Joon Hee/ Deo Mi (niña).
- Kim Min Jung como Go Joon Hee.[8]
  - Jung Min Ah como Kang Hee/ Joon Hee (niña).
- Joo Jin Mo como Kim Dong Young.
  - Kim Young Chan como Kim Dong Young (niño).
- Chun Jung Myung como Jang Bin.
  - Eun Won Chae como Jang Bin (niño).

### Personajes secundarios
- Lee Hye Young como Jang Bong Sil.
- Kim Byung Choon como Bang Yook Sung.
- Hyun Young como Ha Yeon Kyung.
- Jo Gye Hyeong como Pierre Bang.
- Kim So Yeon como Oh Sang Hee.
- Song Ok Sook como Lee Yang Ja.
- Sung Dong Il como Yang Geun.

### Otros personajes
- Jun In Taek como Go Chang Hwi.
- Choi Il Hwa como Kim Hong Suk.
- Jung So Young.
- Ha Ji Won.
- Bae Soo-bin como un miembro del ejército chino.
- Kim Kwang-kyu como un detective.

## Recepción

### Audiencia
En azul la audiencia más baja y en rojo la más alta, correspondientes a la empresa AGB Nielsen.
| Ep. # | Fecha de estreno     | Share       | Share       |
| Ep. # | Fecha de estreno     | AGB Nielsen | AGB Nielsen |
| Ep. # | Fecha de estreno     | Nacional    | Seúl        |
| ----- | -------------------- | ----------- | ----------- |
| 1     | 23 de mayo de 2005   | 15.1 %      | 16.6 %      |
| 2     | 24 de mayo de 2005   | 16.2 %      | 18.6 %      |
| 3     | 30 de mayo de 2005   | 17.1 %      | 18.6 %      |
| 4     | 31 de mayo de 2005   | 18.1 %      | 19.1 %      |
| 5     | 6 de junio de 2005   | 21.3 %      | 22.8 %      |
| 6     | 7 de junio de 2005   | 22.0 %      | 23.8 %      |
| 7     | 13 de junio de 2005  | 20.4 %      | 21.7 %      |
| 8     | 14 de junio de 2005  | 20.3 %      | 21.7 %      |
| 9     | 20 de junio de 2005  | —           | 22.2 %      |
| 10    | 21 de junio de 2005  | 21.1 %      | 22.2 %      |
| 11    | 27 de junio de 2005  | 21.7 %      | 22.5 %      |
| 12    | 28 de junio de 2005  | 24.0 %      | 24.8 %      |
| 13    | 4 de julio de 2005   | 24.3 %      | 25.2 %      |
| 14    | 5 de julio de 2005   | 24.3 %      | 25.3 %      |
| 15    | 11 de julio de 2005  | 24.4 %      | 25.1 %      |
| 16    | 12 de julio de 2005  | 24.8 %      | 25.5 %      |
| 17    | 18 de julio de 2005  | 25.5 %      | 26.8 %      |
| 18    | 19 de julio de 2005  | 23.0 %      | 23.7 %      |
| 19    | 25 de julio de 2005  | 23.9 %      | 25.7 %      |
| 20    | 26 de julio de 2005  | 24.0 %      | 24.8 %      |
| 21    | 1 de agosto de 2005  | 20.4 %      | 19.9 %      |
| 22    | 2 de agosto de 2005  | 24.3 %      | 25.0 %      |
| 23    | 8 de agosto de 2005  | 26.8 %      | 27.9 %      |
| 24    | 9 de agosto de 2005  | 28.2 %      | 30.1 %      |
| 25    | 15 de agosto de 2005 | 27.4 %      | 28.9 %      |
| 26    | 16 de agosto de 2005 | 29.1 %      | 31.3 %      |
| 27    | 22 de agosto de 2005 | 26.2 %      | 27.3 %      |
| 28    | 29 de agosto de 2005 | 26.7 %      | 29.9 %      |

## Banda sonora
La banda sonora fue lanzada el 31 de mayo de 2005, por Warner Music Korea.
| Track listing |                                                                            |                 |          |  |
| N.º           | Título                                                                     | Artista         | Duración |  |
| 1.            | «패션 70s» (Fashion 70s; Tema Principal)                                   | Antonio Vivaldi | 1:05     |  |
| 2.            | «준희 Theme» (Jun hee Theme)                                               | Jo Jin Ho       | 2:24     |  |
| 3.            | «가슴 아파도» (Gaseum Apado)                                               | Hwan Hee        | 4:28     |  |
| 4.            | «사랑과 감동» (Saranggua Gamdong)                                          | Lee Jin Woo     | 3:49     |  |
| 5.            | «넌 모르지» (Neon Moreuji)                                                 | Jo Jin Ho       | 3:58     |  |
| 6.            | «더미 Theme» (Deo Mi Theme)                                                | Lee Jin Woo     | 2:46     |  |
| 7.            | «그 해의 피아노» (Geu Haeui Piano)                                         | Lee Jin Woo     | 2:25     |  |
| 8.            | «그림자» (Geurimja)                                                        | Park Ha Yo Bi   | 4:23     |  |
| 9.            | «가슴 아파도» (Gaseum Apado)                                               | Brain           | 4:28     |  |
| 10.           | «슬픔» (Seulpeum)                                                          | Lee Pil Woo     | 3:30     |  |
| 11.           | «동영 Theme» (Dong Young Theme)                                            | Lee Jin Woo     | 2:29     |  |
| 12.           | «너와 나 그리고 아픈 사랑의 추억» (Neowa Na Geurigo Apeun Sarangui Chueok) | Red Nine Blue   | 4:19     |  |
| 13.           | «약한 남자» (Yakhan Namja)                                                 | Bobby Kim       | 3:53     |  |
| 14.           | «빈 Theme» (Bin Theme)                                                     | Park Jung Sik   | 2:05     |  |
| 15.           | «아무것도 아냐» (Amugeotdo Anya)                                           | Beautiful Days  | 4:18     |  |
| 16.           | «여름» (Ye Reum)                                                           | Antonio Vivaldi | 4:01     |  |
| 17.           | «패션 70s» (Fashion 70s)                                                   | Jo Jin Ho       | 4:25     |  |

## Emisión internacional
- Japón: KNTV y BS11 (2010).[11][12]
- Taiwán: GTV (14 de mayo - 3 de julio de 2007).[13]